# Lijsterwinterkoning
De lijsterwinterkoning (Campylorhynchus turdinus) is een zangvogel uit de familie Troglodytidae (winterkoningen).

## Verspreiding en leefgebied
Deze soort telt 3 ondersoorten:
- C. t. hypostictus: noordwestelijk en westelijk Amazonebekken.
- C. t. turdinus: het oostelijke deel van Centraal-Brazilië.
- C. t. unicolor: noordelijk Bolivia, zuidwestelijk Brazilië, Paraguay en het uiterste noorden van Argentinië.